# خافيير مانزانو سالازار
خافيير مانزانو سالازار (بالإسبانية: Javier Manzano Salazar)‏ هو سياسي مكسيكي، ولد في 5 يونيو 1963 في Alcozauca de Guerrero ‏ في المكسيك. نشط حزبياً في حزب الثورة الديمقراطية. وقد انتخب عضو مجلس النواب المكسيك.